# تيم بيرنرز-لي
السير تيم بيرنرز لي (بالإنجليزية: Sir Tim Berners-Lee) ولد في ، هو مهندس وعالم حاسوب إنجليزي، يعرف بسبب اختراعه للشبكة العنكبوتية العالمية، والتي تُعرف بالويب. وهو الآن أستاذ في علوم الحاسوب في جامعة أوكسفورد في المملكة المتحدة. قدّم اقتراحاً لنظام إدارة معلومات في شهر مارس من عام 1989م، ونجح في أواخر شهر نوفمبر من نفس العام في تنفيذ أول اتصال ناجح بين عميل ومُخدّم لبروتكول نقل النص الفائق وفق نموذج طلب الخدمة.

## حياته
تخرّج تيم بير نيرز لي من كليّة الملكة في جامعة أكسفورد بإنجلترا سنة 1976، قضى سنتين مع شركة بليسي للاتّصالات السلكيّة واللاسلكيّة المصنّع الرئيسي لأجهزة تيليكوم في المملكة المتّحدة، وعمل في قسم نظم المبادلات التجارية وسباقات الرّسائل وتكنولوجيا شفرة التّعرّف. وفي سنة 1978 ترك بليسي للانضمام إلى د.ج ناش، حيث كتب من بين ما كتب برامج طباعة للطابعات الذكية، ونظم التشغيل متعدد المهام ومعالج البيانات الشامل generic macro expander.

## تيم بيرنرز لي مبتكر الويب
وأثناء عمله كمستشار مستقلّ لسنة ونصف ولمدّة ستّة شهور كمستشار ومهندس برامج في سيرن معمل الفيزياء الأوربي.
ومن سنة1981 وحتى سنة 1984 كان تيم المدير المؤسس لشركة "Image Computer Systems Ltd"، بالإضافة إلى دوره كمسؤول التصميم التقني. وفي 1984 وبالزمالة مع سيرن اهتم بالعمل في النظم السريعة والموزعة لتجميع البيانات العلمية ونظم التحكم.
وفي 1989، اقترح مشروع لغة تعليم النص المترابط أو ما يدعى بالنص العالمي المترابط، وهو ما عُرف فيما بعد بالشبكة العالمية World Wide Web معتمداً في هذا المشروع على المشروع الأول الذي صممه Enquire، وقد صُمم للسماح للمستخدمين بأن يعملوا معًا، وتوحيد معرفتهم على صفحات ووثائق لغة تعليم النص المترابط. كما كان تيم هو أول من كتب مزودا للويب World Wide Web، ووضع أسس أول برنامج مستقل لتصفح إنترنت. هذا العمل بدئ في أكتوبر 1990، وكان البرنامج World Wide Web الأول متاحاً من خلال معهد سيرن في ديسمبر من نفس السنة، وأُطلق على الإنترنت في صيف 1991.
وخلال السنتين 1991 و1993، استمر تيم في العمل في تصميم الويب وتنسيق الملاحظات من المستخدمين عبر الإنترنت. وتم مناقشة تعريفاته ومواصفاته الأولى معرف الموارد الموحدs، HTTP، HTML ونقحت ونوقشت في دوائر أكبر عندما انتشرت تكنولوجيا الويب، وفي 1994 انضم تيم إلى مختبر علوم الكمبيوتر Laboratory for Computer Science في معهد ماساشوسيتس للتكنولوجيا MIT كمدير لمنطمة W3C التي تنسّق نموّ W3C في كلّ أنحاء العالم، ومع الفرق العاملة في MIT وINRIA في فرنسا أخذت المجموعة تتحقق من إمكانية الويب الكاملة، وضمانات استقراره خلال التطور السريع والتحولات الجديدة لاستعماله اللغوي.
وفي سنة 1995، تسلم تيم بيرنرز-لي جائزة مبتكر العام Young Innovator of the Year، وجائزة ACM Software Systems Award وغيرها الكثير من الجوائز الإبداعية الهامة من عدة شركات ومؤسسات، ولديه درجات شرف من مدرسة Parsons School of Design للتصميم، في نيويورك وجامعة ساوثامبتون Southampton University والرجل المتميز في جمعية الكومبيوتر البريطانية.

## ثلاثية البساطة والمقاييس والإبداع
ويقول من يعرفون تيم لي بأنك لن تجد وقت فراغ كبير على اللوحة البيضاء المعلقة في مكتب تيم بيرنيرز-لي مبتكر الإنترنت ومدير منطمة W3C فهو يقضي معظم أمسياته في ضبط أولويات المجموعة. وحتى في الصباح، فهو لا يترك لحظة دون فائدة إلى أن يصل روهيت خير وديك دينيسون لإجراء الاجتماع الصباحي، والذي سرعان ما يتحول إلى محاضرة جامعية تغص بكتل من السهام والدوائر والخطوط، فنجاح المخططات وتحديد الأولويات، HTML أو الأمن لا يمكن أن يتحدد دون السبورة والرسومات، لذا تبدأ المحادثة الصباحية طبعًا بوضع الموضوع على السبورة: الأولويات.
ويرى تيم بيرنيرز-لي أن أولويات W3C وبالرغم من الصعوبات الضخمة هي أن: نعمل ضمن حدود معينة على إطفاء حرائق هنا، والتطوير والنماء والعلاج، ضمن خارطة مناطق تقنيّة مختلفة المشارب ومناطق اجتماعية وسياسية مختلفة، إذ يجب التعامل مع كل منها على حدة ومراعاة خصوصيته، لأن قيود التوقيت والموقف الحالي مختلفة، وفي التحليل النهائي، نحن نخرج بنتيجة عبر فهمنا الخاص، وبملاحظات من اللجنة الاستشارية. وقد وضعنا الكثير من النزاعات أمام الأعضاء. وبالرغم من كل شيء فإن أعضاءنا فعلاً يمثّلون الناس الجديين المهتمين والمتحمسين لنمو نسيج الإنترنت. وهم بلا شك الأفضل في مساعدتنا على إجابة تلك الأسئلة.
وعن السبب الذي جعل مشروع تعليم المحتوي Consortium's content-labeling project يحتل رأس المشاريع في اتحاد الإنترنت، يقول تيم بيرنيرز-لي: "احتل ذلك الموضوع قصة الغلاف في مجلة سيبير بورن Cyber Born ، وكان هذا الأمر في أذهاننا، خصوصاً وأن أحد أعضاءنا قد طرحه كمجال يجب أن نبدأ التفكير فيه. لذا فقد بدأنا دراسته بالفعل. وهذا شيء فيه حظ كبير لأنه فجأةً كان هناك وعي عام وضخم بتلك القضية.
وكذلك تبعها مقال في التايمز، وهذا ما يشكل ضغطاً مباشراً في هذا الجانب!! نعم،
فالمقال الذي ينشر يجب أن يتضمن عناصر مصداقية، لذا أعطيناه أولوية عالية جداً. وأحيانًا تصبح الأشياء في دائرة الضوء مما يدعوك للتصدي لها بجدارة. وهناك سمات وتطورات جديدة دائمًا تدخل في HTML، لكنّنا بالطبع نتفاعل مع القضايا التي نعتقد أنها مهمة لنا بعيداً عن الضغط العام."
وهناك قضية مشابهة لهذه القضية وهي تدويل المقاييس، إذ يرى تيم بيرنيرز-لي أن التدويل هي إحدى أهم القضايا المطروحة. والضغط في ذلك هو أن الولايات المتحدة غير قوية جداً في هذا المجال الهام بالنسبة للعالم، مما يعني أن قضية التدويل ستتطلب بذل بعض المجهود الذاتي. وهناك أيضا عناصر أخرى مثل التغييرات الهيكلية التي سوف تخفّف الضغط على الإنترنت. ولا أحد يمتلك الحافز لذلك، لذا يجب علينا أن نمنح أنفسنا الدفعة اللازمة.
ومن المثير هو أن بعض القضايا أثناء السنوات الماضية احتلت سلم الأولويّة ثم اضمحلت، الأمن، على سبيل المثال، فقد هلع الناس من مخاطر شبكة الإنترنت في البدايات، وحتى أن البعض ما زال يختزن تلك المخاوف رغم أنخراطه في الشبكة، وعن هذا يقول تيم بيرنيرز-لي: أصبح الأمن أقل أهمية عما سبق، وكان قضيّة كبيرة جدًا عندما شكّلت المجموعة في البداية. وذلك عندما كانت الصحافة تتكلم عنه حينها، أما الآن فقد أدرك الناس شيئين: أولاً أن لديهم بعض الأمن الأساسي لبطاقات ائتمانهم، وأن هناك الكثير من التطور في النظام الأمني، وأنه سوف يكون هنالك الكثير من النمو في السنوات قليلة القادمة، وأنه من المستحيل أن يغير العالم طريقته في العمل بالكامل وبشكل فوري، ولذا نجد أن حمى الصحافة قد خمدت وأن الثقة بالأمن على إنترنت أصبح أكثر قوة.
ولنرجع إلى صيف 1991، عندما أطلق تيم بيرنيرز-لي برنامج شبكة الاتصالات العالمية على الإنترنت، والذين بادروا إلى تبني العمل بهذا البرنامج، يقول تيم بيرنيرز-لي عن هؤلاء: «كانت هناك ثلاثة مجموعات بادرت إلى تبني البرنامج، وقد حاولت أن أنتشر خلال المجتمع ذات الطاقة العالية من المختصين والمحترفين، لأن ذلك ما أنفقت وقتي عليه، وبالطبع انتشر برنامجي خلال مجتمع مستخدمي النص المترابط hypertext لأنني وضعته في مجموعة alt.hypertext الإخبارية، كما أنتشر خلال مجتمع NeXT، لأن هؤلاء كانوا هم القادرين على إدارة البرامج في الحقيقة.»
ويتابع تيم بيرنيرز-لي: "لقد آمنت منذ البداية أن الطريق إلى تبني التكنولوجيا يمكن أن يأخذ اتجاهات غريبة جدا دائما، ولكي تنتقل من (أ) إلى (ب) يجب عليك أن تجد ممراً بين النقطتين، وهذا يعني أن لكل واحد طريقته في الانتقال عبر هذه الطريق، وهكذا كان العد التصاعدي للعملاء يشبه الكرة الثلجية المنحدرة من أعلى الجبل، وكان ردنا هو تطوير المزود الأول وهو مزود الملفات المعتاد، لكن المزود الثاني كان لدليل هواتف سيرن سيرن الذي كان مدخل لقاعدة بيانات علائقية. وربما كان ذلك ممتعاً لمن يقولون أن ابتكار المزودات سوف يكون مدخلاً إلى قواعد بيانات علائقية. وعلى أي حال فقد كان دليل التّليفون المشكلة الحاسمة التي احتاجت إلى الحل.
ويتحدث عن المفاجآت التي وقعت له عند استخدام الناس للويب فيقول: "لقد فوجئت كثيراً، فقد كان الناس مستعدين لأن يكتبوا HTML، وهذا كان من مطالبي الأولى، فقد افترضت وكشرط مطلق، أنه لا يجب على أحد أن يحرر صفحاته بلغة تعليم النص المترابط HTML، أو يتعامل مع عناوين URLs، ولو استُعمل برنامج إنترنت الأصلي فلن ترى عناوين URLs أبدا، ولن يكون عليك أبدا أن تتعامل مع لغة تعليم النص، فأنت تقدم المعلومات الطازجة، وتدخل معلومات أكثر، لذا ترتبط المعلومات بالمعلومات، مثلما هو الشأن عند استعمال معالج النصوص. لهذا كانت تلك مفاجأة لي بأن يكون الناس مستعدين أن يكتبوا بلغة HTML.
ولم يتردد تيم بيرنيرز-لي بعد هذه السنوات من نمو الويب عن التعبير عن قلقه من أثر النظام الثاني The second systems effect عندما يقول: "إذا لم تخنّي الذاكرة فإن المقصود من ذلك أنه عندما تصمم النظام الثاني، فعليك أن تحدد كل المشاكل الموجودة في النظام الأول وتبدأ في تجنب كل المشاكل فيه؛ فمثلا، نحن في وضع يجب أن نجعل كل ما فيه ذاتياً ومركباً، وليس في ذلك أيّ نمط بنائي واضح تماماً، ومن الخطر أن تقوم ببناء هرم غير منظم أو غير دقيق أو معقدا جداً أو بسيط جداً، لأن ذلك سيضعنا في ورطة، ولعل هذا ما أراد اتحاد الويب أن يحققه.
وعن مشاعره تجاه السرعة التي تمددت فيها الويب يعبر تيم بيرنيرز-لي قائلا: إنه ليس قلقاً بالضبط، إنه أشبه بالذهول الذي أصاب الجميع، فالناس أذهلوا بوجه عام بالويب عندما انتشرت وليس بالطريقة التي وصلت إليه، والواقع أن معظم الناس بدؤوا باستخدام الويب فقط في 92-1993.
هل له تاثير على الويب 3 الآن

## نحو إنترنت تفاعلية
وحول إمكانية تحقيق من مفهوم إنترنت ذات نسيج تفاعلي وأكثر تعاونية على الشبكة يرى تيم بيرنيرز-لي أن كلمة تفاعلي يمكن أن تكون فظيعة بطريقة ما، لأن الناس يعنون بها أشياء مختلفة فعلا، فهي قد تعني استعمال الويب كمكان للمعرفة يمكن أن نجد فيه كل ما نحتاجه، عندها سيقول بعض الناس هذا تفاعلي!! وهم يقصدون بذلك قدرتهم السريعة على استخدام وسائل الاتصال السمعي والفيديو وإدماجه مع الويب، وهناك شكل تفاعلي آخر يمكن الشخص من التعليق والتدخل بصفحات الآخرين والعبث بمحتواها وتحديد أهمية أجزاء وإهمال أخرى، وهذا ما يمثل التخريب وأعمال القرصنة وغيرها، لذا فمن الصعب أن نتحدث عن نسيج تفاعلي كامل.
فرغم النجاح الفائق والكبير الذي حققته لغة تعليم النص المترابط في نسج الشبكة العالمية، وما حققه اتحاد الويب W3C في إنشاء المقاييس التي تتواصل بها حياكة الشبكة هذه الأيام، فإن الحقيقة تبقى هي أن لغة تعليم النص المترابط تظل نقطة ضعف في وجه انتشار الشبكة. فخلال الأعوام الماضية اكتشف مطورو الويب أن لغة تعليم النص المترابط لا تقدم لهم الأدوات الكافية لإغناء المواقع التي يقومون بتصميمها، كما أنها ليست ذات فائدة كبيرة في جعل هذه المواقع أكثر تفاعلية. ولذلك فقد لجأ هؤلاء إلى ترقيعات، وملحقات وإضافات فظهر فلاش، وتحريك الرسوم، وميديا بلاير، وغير ذلك من الملحقات، مما أدى بالتالي إلى عدد من العقبات أبرزها صعوبة التواصل بين هذه الملحقات والأنساق وتحليلها وهي كلها أعباء تقع على عاتق المزودات، مما يؤدي بالتالي إلى إبطاء سرعات التنزيل.
ولهذه الأسباب، فقد قام تيم بيرنرز لي قبل عامين، هو ومجموعة من رفاقه في معهد ماساشوسيتس للتكنولوجيا، بابتكار لغة جديدة جامعة لإنشاء مواقع إنترنت أطلقوا عليها اسم " كيرل Curl". وباستخدام هذه اللغة، وبريمج ملحق اسمه " سيرج Surge"، يمكن للمطورين إنشاء مواقع تفاعلية باستخدام لغة واحدة، إضافة إلى أن اللغة الجديدة تنقل عبء تحليل الشفرات البرمجية (البرمجيات النصية) من المزود إلى جهاز المستخدم، مستخدمة قوى المعالجة غير المستغلة على جهاز المستخدم. والنتيجة كما يراها الخبراء هي زيادة سرعة تنزيل الصفحات بعشرات الأضعاف. ويقول بوب باتي، أحد المدراء التنفيذيين في شركة كيرل والتي تتولى الآن تطوير اللغة ونشرها تجاريا، بأنه يمكن إنشاء مواقع تفاعلية كاملة بنفس كمية البيانات المستخدمة لإنشاء إعلان تفاعلي على الويب."
وقد قامت الشركة بالطرح الرسمي للتقنية في شهر آذار من عام 2001 ومنذ ذلك الحين قامت شركات عالمية مثل سيمنز، والشركة البريطانية للاتصالات، باعتماد التقنية لإنشاء مواقع تفاعلية.

## الجوائز
حصل تيم بيرنرز-لي على الوسام الملكي عام 2000 "تقديرًا لابتكاره ـ ثم تطويره ـ للشبكة العنكبوتية العالمية، وتصميمه مسار المورد المنمط (يو آر إل)، ونظام عنونة يعطي كل صفحة ويب موقعًا متفردًا، وبروتوكولي HTTP وHTML".

## الحياة الشخصية
تزوج بيرنرز لي من نانسي كارلسون، وهي مبرمجة كمبيوتر أمريكية، في عام 1990؛ والتي كانت تعمل أيضًا في سويسرا في منظمة الصحة العالمية. كان لديهم طفلان وتطلقا في عام 2011. في عام 2014، تزوج من روزماري ليث في المصلى الملكي، في قصر سانت جيمس في لندن. ليث هي رائد كندي في مجال الإنترنت والبنوك، ومديرة مؤسس لمؤسسة الشبكة العنكبوتية العالمية بيرنرز لي. يتعاون الزوجان أيضًا على رأس المال الاستثماري لدعم شركات الذكاء الاصطناعي.
نشأ بيرنرز لي في الكنيسة الأنجليكانية، لكنه في شبابه ابتعد عن الدين. بعد أن أصبح والدًا، أصبح أصبح على المذهب المسيحي التوحيدي، حيث قال: «مثل كثير من الناس، كان لدي دين تربيت عليه ورفضته عندما كنت مراهقًا ... مثل كثيرين، عدت إلى الدين عندما أصبح لدينا أطفال». أراد هو وزوجته تعليم الروحانية لأطفالهم، وبعد الاستماع إلى قس توحيدي وزيارة كنيسة توحيدية عالمية، اختاروا ذلك. كما إنه عضو نشط في تلك الكنيسة، والتي يلتزم بها لأنه ينظر إليها على أنها إيمان متسامح وليبرالي. حيث قال: «أعتقد أن الكثير من فلسفة الحياة المرتبطة بالعديد من الأديان هي صوت أكثر بكثير من العقيدة التي تأتي معها. لذلك أنا أحترمها».

## وصلات خارجية
- تيم بيرنرز لي على موقع IMDb (الإنجليزية)
- تيم بيرنرز لي على موقع الموسوعة البريطانية (الإنجليزية)
- تيم بيرنرز لي على موقع مونزينجر (الألمانية)
- تيم بيرنرز لي على موقع ألو سيني (الفرنسية)
- تيم بيرنرز لي على موقع إن إن دي بي (الإنجليزية)
- تيم بيرنرز لي على موقع قاعدة بيانات الفيلم (الإنجليزية)
- تيم بيرنرز لي على موقع كينوبويسك (الروسية)
- الموقع الشخصي لبيرنرز لي